# Saitis berlandi
Saitis berlandi là một loài nhện trong họ Salticidae.
Loài này thuộc chi Saitis. Saitis berlandi được Carl Friedrich Roewer miêu tả năm 1951.